# Crocanthes prasinopis
Espèce
Crocanthes prasinopis est une espèce de lépidoptère de la famille des Lecithoceridae.
On le trouve en Australie et en Nouvelle-Guinée.
Son envergure est d'environ 1 cm.